# (3598) Saucier
(3598) Saucier es un asteroide perteneciente al cinturón de asteroides, descubierto el 18 de mayo de 1977 por E. Howell Bus desde el Observatorio del Monte Palomar, Estados Unidos.

## Designación y nombre
Designado provisionalmente como 1977 KK1. Fue nombrado Saucier en homenaje a "Agnes Elizabeth Saucier" abuela del descubridor.